# إنوالن (بني منسليمان)
إنوالن هو دُوَّار يقع بجماعة بني بوزرة، إقليم شفشاون، جهة طنجة تطوان الحسيمة في المملكة المغربية. ينتمي الدوّار لمشيخة بني منسليمان التي تضم 11 دوار. يقدر عدد سكانه بـ 87 نسمة حسب الإحصاء الرسمي للسكان والسكنى لسنة 2004.

## روابط خارجية
- البوابة الوطنية للجماعات الترابية
- المندوبية السامية للتخطيط